# Team Novo Nordisk/Saison 2015
Diese Liste beschreibt die Mannschaft und die Erfolge des Radsportteams Team Novo Nordisk in der Saison 2015.

## Saison 2015

### Erfolge in der UCI Asia Tour
| Datum      | Rennen                         | Kat. | Sieger        |
| ---------- | ------------------------------ | ---- | ------------- |
| 2. Februar | 2. Etappe Le Tour de Filipinas | 2.2  | Scott Ambrose |

### Zugänge – Abgänge
| Zugänge          | Team 2014 | Abgänge          | Team 2015    |
| ---------------- | --------- | ---------------- | ------------ |
| Scott Ambrose    | Neoprofi  | Paolo Cravanzola | Karriereende |
| Corentin Cherhal | Neoprofi  | Justin Morris    | Karriereende |
| James Glasspool  | Neoprofi  | Joe Eldridge     | Unbekannt    |
| Gerd de Keijzer  | Neoprofi  | Aaron Perry      | Unbekannt    |
| Simon Strobel    | Neoprofi  |                  |              |

### Mannschaft
| Name                 | Geburtstag         | Nationalität       |              |
| -------------------- | ------------------ | ------------------ | ------------ |
| Scott Ambrose        | 23. Januar 1995    | Neuseeland         |              |
| Corentin Cherhal     | 19. Januar 1994    | Frankreich         |              |
| Stephen Clancy       | 19. Juli 1992      | Irland             |              |
| Ruud Cremers         | 3. Januar 1992     | Niederlande        |              |
| Kevin De Mesmaeker   | 24. Juli 1991      | Belgien            |              |
| Benjamin Dilley      | 18. September 1991 | Vereinigte Staaten |              |
| James Glasspool      | 8. Juni 1991       | Australien         |              |
| Joonas Henttala      | 17. September 1991 | Finnland           |              |
| Gerd de Keijzer      | 18. Januar 1994    | Niederlande        |              |
| Nicolas Lefrançois   | 27. April 1987     | Frankreich         |              |
| David Lozano         | 21. Dezember 1988  | Spanien            |              |
| Javier Mejías        | 30. September 1983 | Spanien            |              |
| Andrea Peron         | 28. Oktober 1988   | Italien            |              |
| Charles Planet       | 30. Oktober 1993   | Frankreich         |              |
| Thomas Raeymaekers   | 22. Mai 1993       | Belgien            |              |
| Simon Strobel        | 8. Oktober 1986    | Deutschland        |              |
| Martijn Verschoor    | 4. Mai 1985        | Niederlande        |              |
| Christopher Williams | 10. November 1981  | Australien         |              |
| Stagiaires           | Stagiaires         | Nationalität       | Nationalität |
| Brian Kamstra        | Brian Kamstra      | Niederlande        |              |